# ریچارد اکرسلی (بازیکن فوتبال)
ریچارد اکرسلی (انگلیسی: Richard Eckersley؛ زادهٔ ۱۲ مارس ۱۹۸۹) یک بازیکن فوتبال سابق اهل بریتانیا است که در پست مدافع کناری بازی می‌کرد.
ریچارد اکرسلی قبل از امضای قراردادی چهار ساله با برنلی در جولای 2009، حرفه خود را با منچستریونایتد آغاز کرد. او در سال 2011 به صورت قرضی به باشگاه تورنتو رفت و در فصل بعد به باشگاه پیوست.